# Obroatis chloropis
Obroatis chloropis là một loài bướm đêm trong họ Erebidae.